# Jakitori
A jakitori (焼き鳥; Hepburn: yakitori, ’grillezett csirke’), egy japán típusú grillezett csirke-saslik. A falatnyi darabokra vágott húst egy rövid nyársra, a kusira (串; Hepburn: kushi, ’nyárs’) szúrják és faszén felett megsütik. Szinonimája a kusijaki (串焼き; Hepburn: kushiyaki, ’nyárson sült hús’), mely kifejezés magában foglalja mind a baromfiból, mind a nem baromfiból készült nyárson sült ételt.

## Elkészítés
A jakitori falatnyi méretű csirkehúsdarabokból vagy a csirke belsőségeiből készül. Bambusznyársra húzzák a darabokat és bincsótan (備長炭; Hepburn: binchō-tan) faszén felett sütik.

### Fűszerezés
Az étel megrendelése közben választhatunk hogy milyen jakitorit kérünk, sóst (しお; Hepburn: shio), vagy sós-édeset tare szósszal (垂れ; Hepburn: tare), amelyet általában mirinből, szaké-ből, szójaszószból és cukorból készítenek.

## Árusítása
A jakitorit hagyományos kis étkezdékben (jakitori-ja (焼き鳥屋; Hepburn: yakitori-ya)) szolgálják fel. Faszén felett sütik, fogyasztható mellé alkoholos ital (általában sör vagy sócsú). Ezek a létesítmények ismertek kedélyes légkörükről és kedvelt gyülekezőhelyek, különösen a fiatalok és az irodai dolgozók körében. Japán egyes részein nagy számú jakitori-ja található együtt, egy utcán vagy sikátorban. A tokiói Omoide - Yokocho Shinjuku egy különösen híres példa.
Az étkezdéken, éttermeken és elvitelre árusító boltokon kívül Japán-szerte kapható élelmiszerboltokban és automatákból elősütve, fagyasztva, vákuumozva, sőt konzervben is.
Nagyon népszerű utcai étel, amit utak mentén, piacokon és rendezvényeken standokról (yatai (屋台; Hepburn: yatai, ’stand üzlet’)) árusítanak.

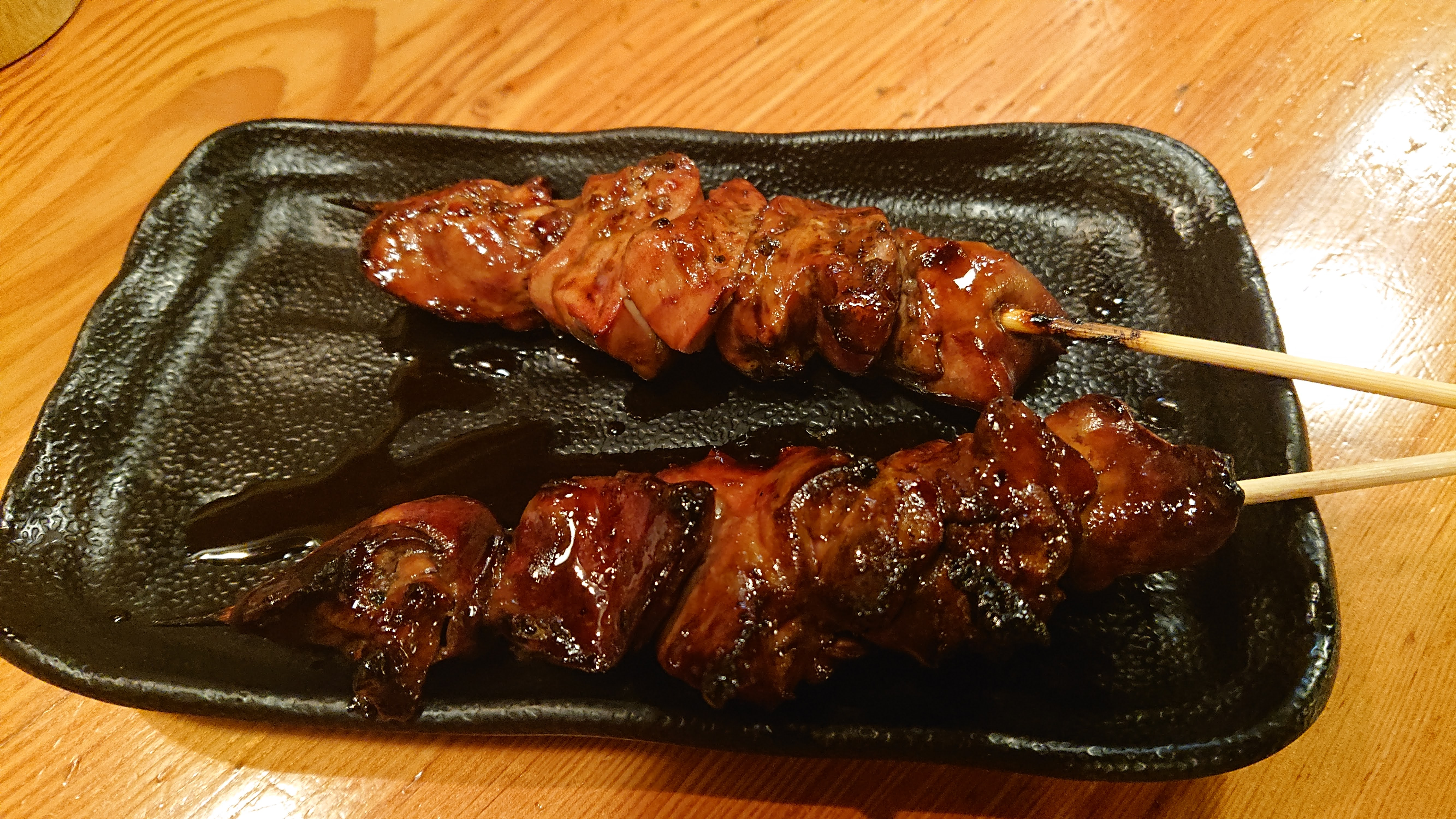

## Változatai
- comb (もも; Hepburn: momo?)
- hagymával (ねぎま; Hepburn: negima?)
- fasírt (つくね; Hepburn: tsukune?, ’cukune’)
- ropogós bőr ((とり)かわ; Hepburn: (tori)kawa?, ’(tori)kava’)
- szárny (手羽先; Hepburn: tebasaki?, ’tebaszaki’)
- far (ぼんじり; Hepburn: bonjiri?, ’bondzsiri’)
- bél (シロ; Hepburn: shiro?, ’siro’)
- porc (なんこつ; Hepburn: nankotsu?, ’nankocu’)
- szív (ハート/ハツ/こころ; Hepburn: hāto / hatsu / kokoro?)
- máj (レバー; Hepburn: rebā?, ’rebá’)
- zúza (ねぎま/ずり; Hepburn: sunagimo / zuri?)
- mell (鶏肉/(四つ身; Hepburn: toriniku / yotsumi?, ’jocumi’)

## Gyakori nem szárnyas ételek
- japán hagyma (筏; Hepburn: ikada?)
- marhanyelv (牛タン; Hepburn: gyūtan?, ’gjútan’)
- Különböző jakitorik egy standonrántott tofu (厚揚げとうふ; Hepburn: atsuage tōfu?, ’acuge tófu’)

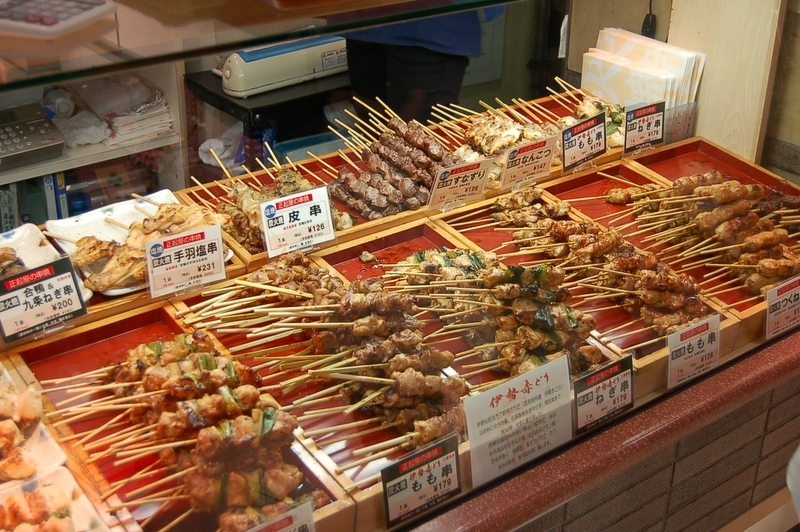
Különböző jakitorik egy standon

- sertéshúsba tekert enoki gomba (牛えのき巻き; Hepburn: enoki maki?)
- kaliforniai paprika (ピーマン; Hepburn: pīman?, ’píman’)
- spárga baconbe csavarva (アスパラベーコン; Hepburn: asuparabēkon?, ’aszuparabékon’)
- sertés dagadó (豚ばら; Hepburn: butabara?)
- fokhagyma (にんにく; Hepburn: ninniku?)
- édes japán zöldpaprika (獅子唐; Hepburn: shishito?, ’sisitó’)

## Külső hivatkozás
- Japan Guide
- Everyday Japanese Cuisine